# Kirche Hl. Vasilije Ostroški (Banja Luka, Obilićevo)
Die Kirche Hl. Vasilije Ostroški (serbisch: Црква Светог Василија Острошког Чудотворца, Crkva Svetog Vasilija Ostroškog Čudotvorca) ist eine serbisch-orthodoxe Kirche in der bosnischen Großstadt Banja Luka.
Das von 2004 bis 2009 erbaute Gotteshaus, ist die Pfarrkirche der Kirchengemeinde Obilićevo und der gleichnamigen Pfarreien I–III im Dekanat Banja Luka der Eparchie Banja Luka der serbisch-orthodoxen Kirche.
Sie ist dem Hl. Vasilije Ostroški dem Wundertäter geweiht.

## Lage

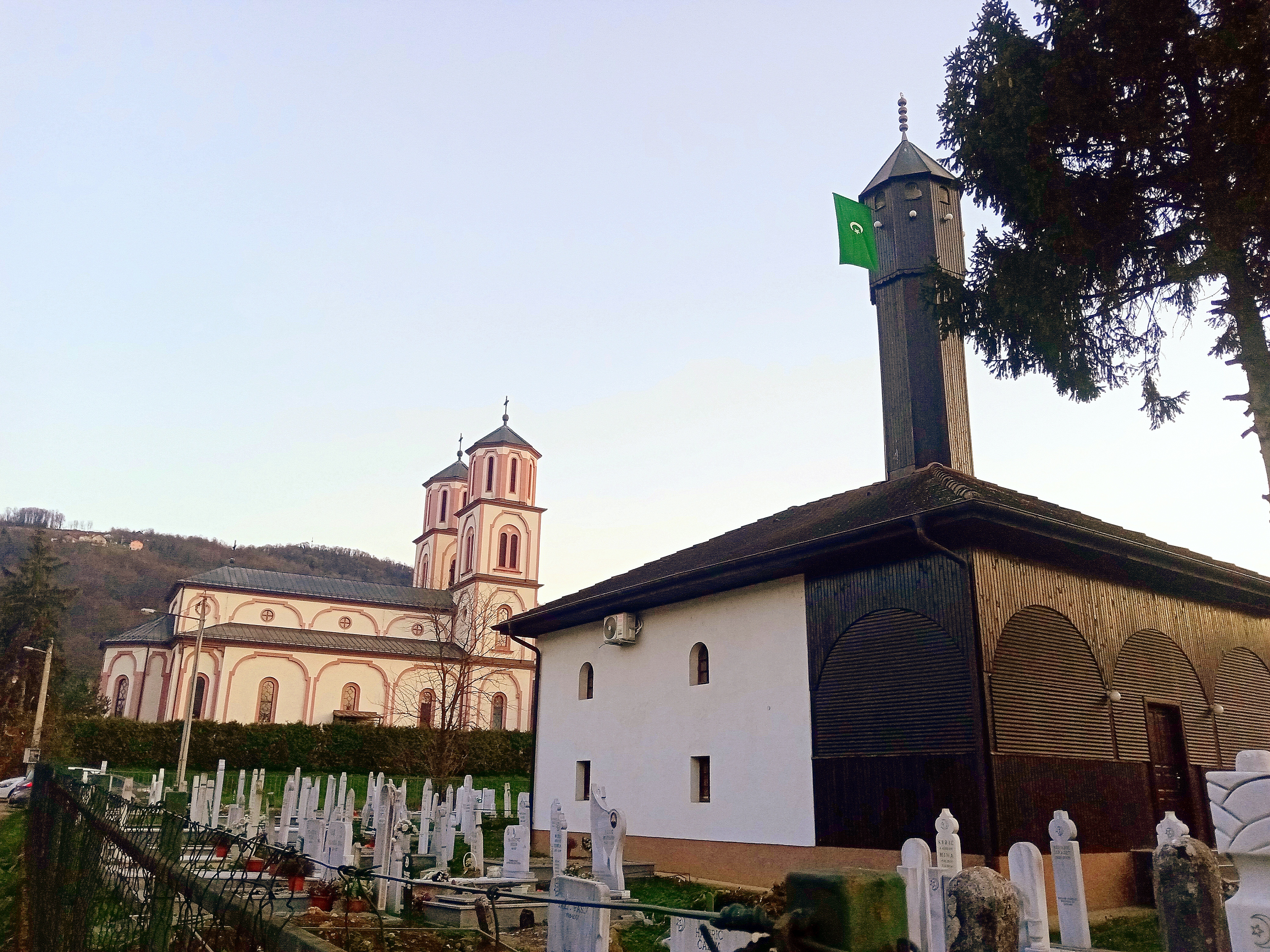
Die Kirche Hl. Vasilije Ostroški und die Moschee Potočka džamija in Nachbarschaft

Die Kirche steht an der Straße, Ulica Patrijarha Arsenija Čarnojevića, im Zentrum des Stadtteils Obilićevo im westlichen Süden von Banja Luka auf der rechten Uferseite des Flusses Vrbas.
In direkter Nachbarstadt zur Kirche steht auch die Moschee, Potočka džamija, mitsamt einem kleinen muslimischen Friedhof. Diese Moschee ist auch als Hadži Pervizova džamija bekannt.
Auch der Fußballplatz des Fußballclubs FK Naprijed Banja Luka ist in naher Umgebung der Kirche.

## Geschichte
Mit dem Bau der Kirche wurde im Jahre 2004 begonnen und am 23. Oktober 2004 wurden die Kirchenfundamente geweiht. Nach fast fünfjähriger Bauzeit wurde das Kirchengebäude im Jahre 2009 fertiggestellt. 
Und am 30. August 2009 wurde die Kirche, vom damaligen Bischof der Eparchie Banja Luka und heutigen Metropoliten und Erzbischofs Banja Lukas, Jefrem, dem damaligen Metropoliten der Metropolie Zagreb-Ljubljana, Jovan, und dem damaligen Bischof der Eparchie Osečkopoljsko und Baranja, Lukijan, mit der Assistenz von acht Priestern und drei Diakonen unter Anwesenheit einer großen Anzahl von Gläubigen, feierlich eingeweiht.
Der erste Pate der Kirche Hl. Vasilije Ostroški war Herr Đorđija Milojević aus Banja Luka. Bischof Jefrem, zeichnete Đorđija Milojević mit einer Dankesurkunde als großen Wohltäter um den Bau der Kirche, aus.
Die Priester der drei Pfarreien der Kirchengemeinde betreuen Haushalte in den zwei Banja Luka Stadtteilen Obilićevo und Starčevica. Derzeit wird der Bau eines Pfarreihauses mitsamt Kirchensaal geplant.

## Architektur

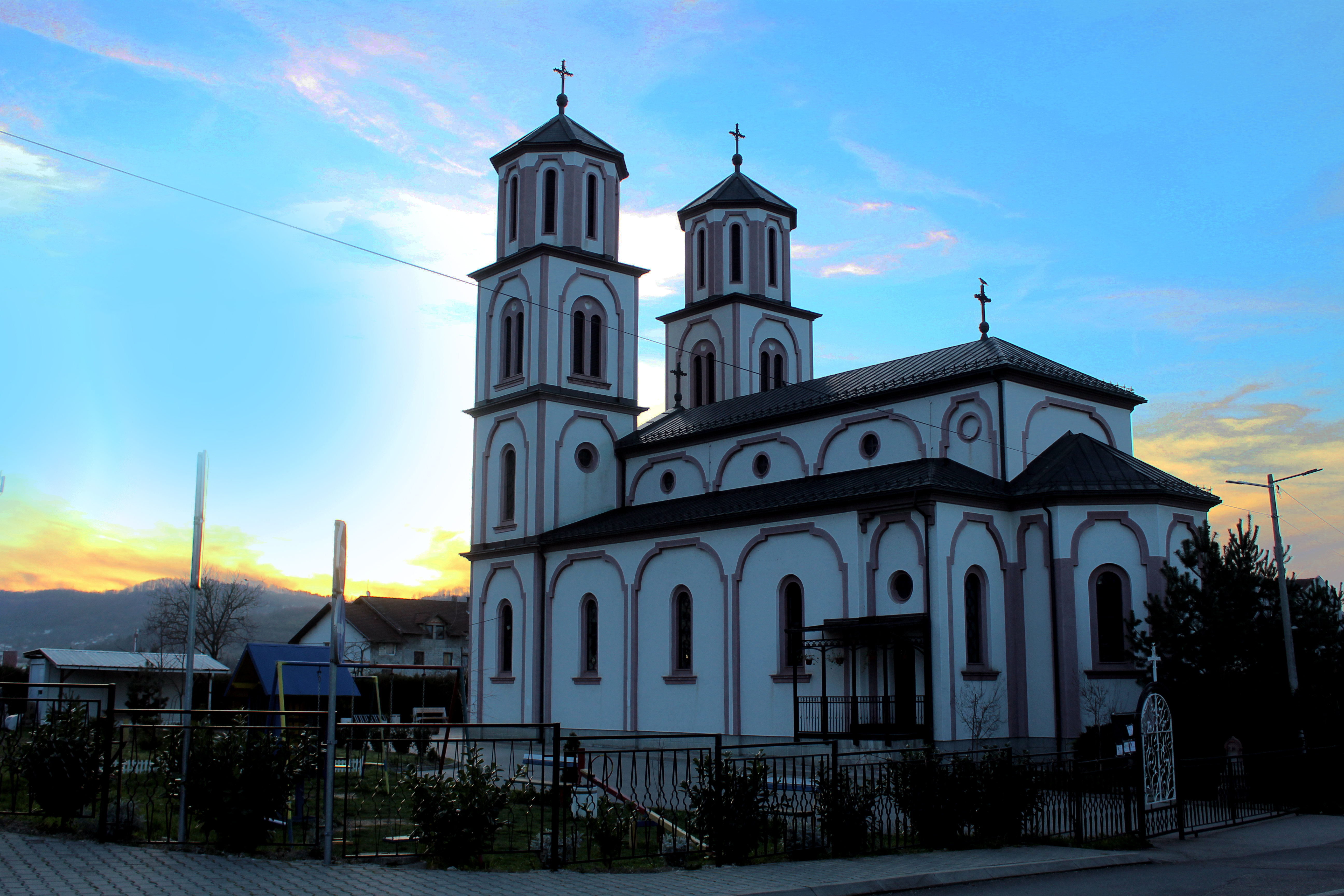
Die Kirche von Osten

Die Kirche ist in einer modernen Adaption des serbisch-byzantinischen Stils erbaut worden. Die dreischiffige Basilika ist im Westen mit zwei hohen markanten Kirchtürmen und dem Haupteingangsportal (Narthex), einem langgestreckten Naos und im Osten einer von Außen mehrseitigen und im Inneren halbrunden Altar-Apsis konzipiert worden.
Die Kirche besitzt neben dem Haupteingangsportal, mitsamt einer Kirchentür über dem sich ein Patronatsmosaik des Hl. Vasilije Ostroški befindet, an der Westfassade der Kirche. Auch Eingänge an der Süd- und Nordseite der Kirche.
Im Inneren der Kirche erhebt sich im Westen eine Chorgalerie mitsamt Balkon und einem kleinen Kirchenladen. Und im Osten steht vor dem Altarraum eine prächtig ausgearbeitete hohe hölzerne Ikonostase mitsamt vielen byzantinisch gemalten Ikonen. 
Die Kirche ist im Inneren nicht mit Fresken begemalt, besitzt jedoch an den Kirchenwänden viele große in byzantinischer Manier gemalte Wandikonen.